# زلزال هيلانة 1935
زلزال هيلانة 1935 هو زلزالٌ وقعَ في مونتانا في الولايات المتحدة بتاريخ 19 أكتوبر 1935.